# Peter Guthrie Tait
Peter Guthrie Tait (Dalkeith, 28 aprile 1831 – Edimburgo, 4 luglio 1901) è stato un fisico scozzese.

## Biografia
Nato in Scozia, insegnò scienze matematiche a Belfast e fisica ad Edimburgo.
Autore, in collaborazione con Lord Kelvin il Treatise of natural philosophy che, sebbene incompiuto, costituisce un lavoro fondamentale per l'esposizione della fisica matematica.

## Opere

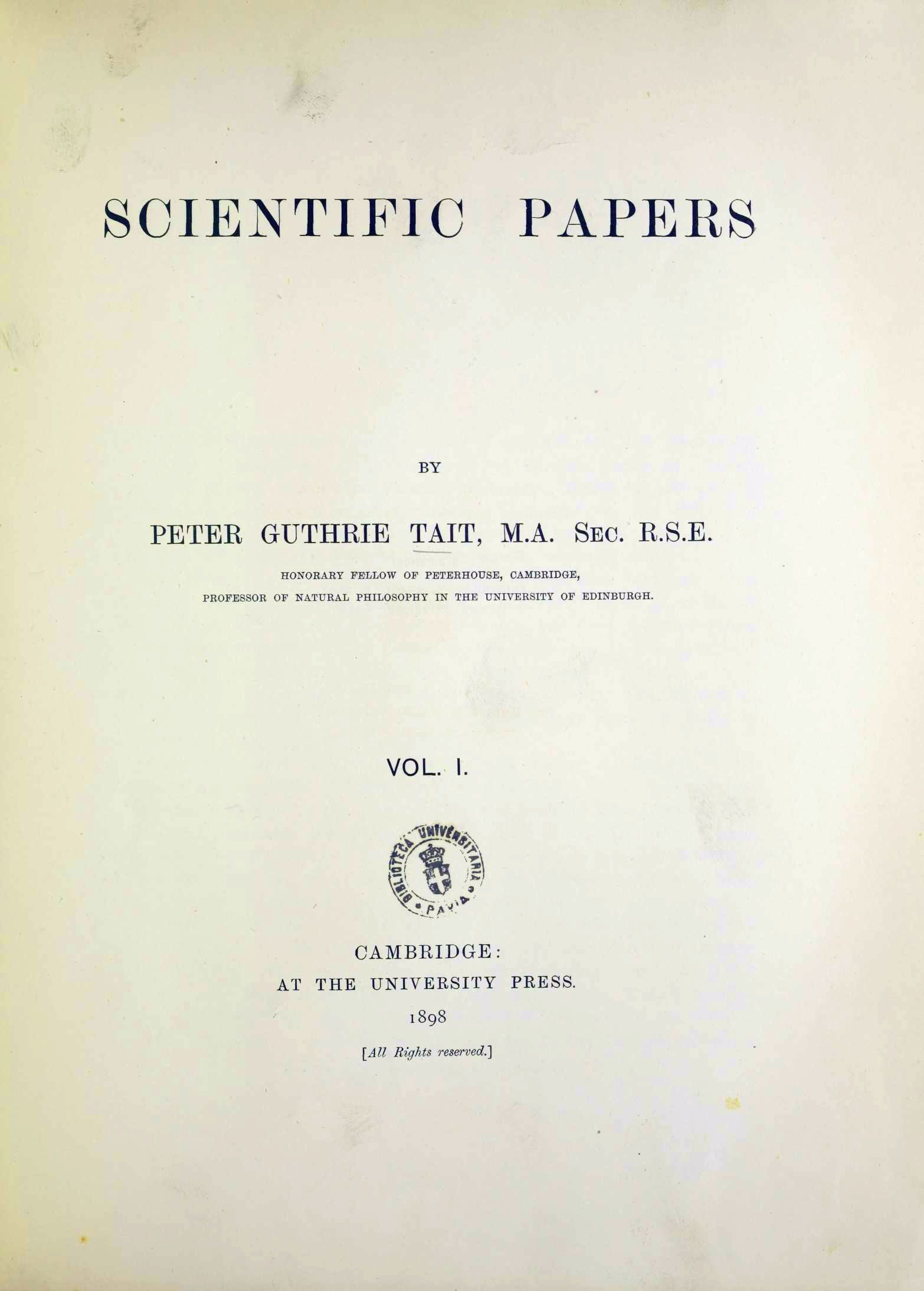
Scientific papers, 1898

- (EN) Scientific papers, vol. 1, Cambridge, University press, 1898.
  - (EN) Scientific papers, vol. 2, Cambridge, University press, 1900.